# Anras
Anras è un comune austriaco di 1 243 abitanti nel distretto di Lienz, in Tirolo.